# ラーダ・カリーナ

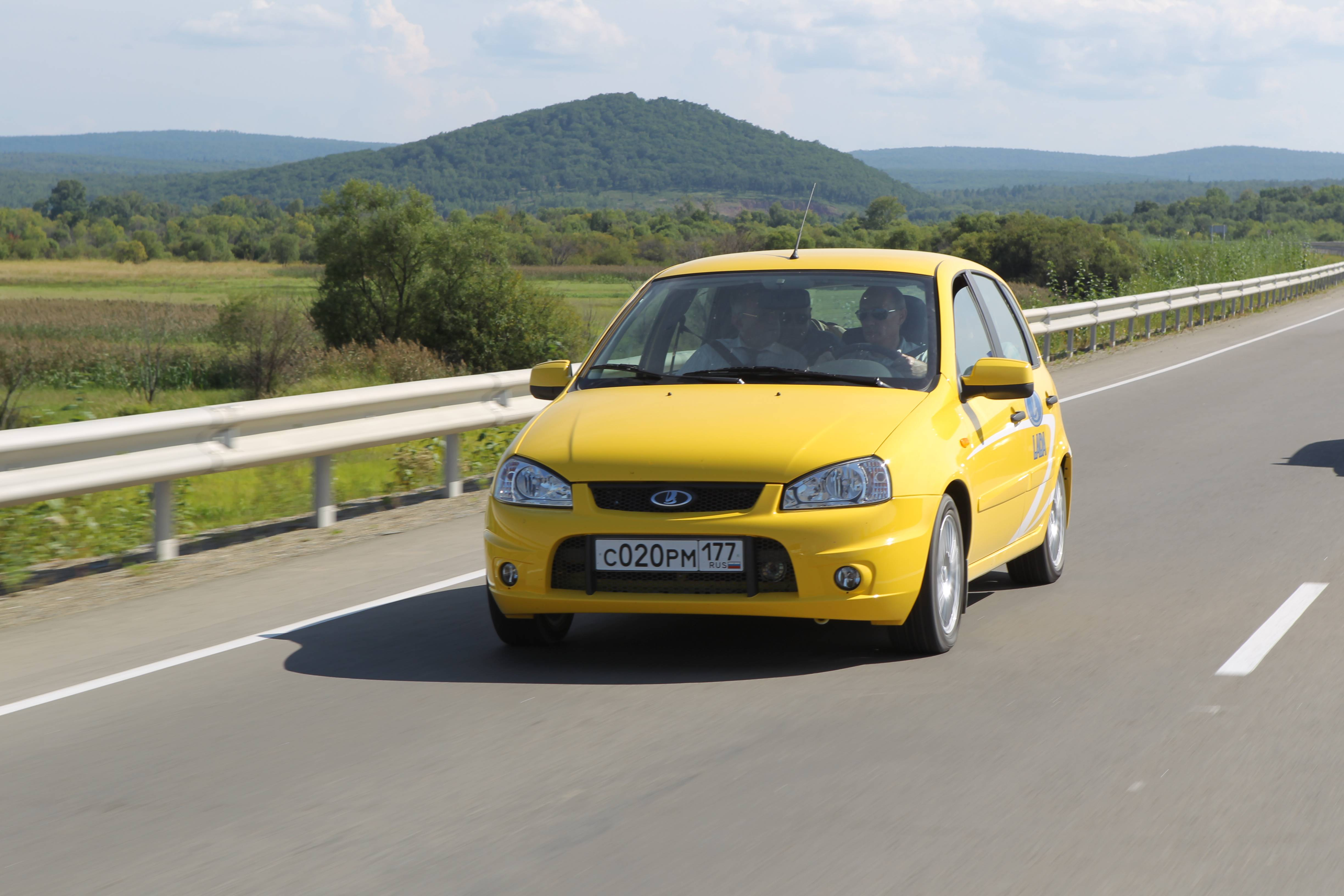
2010年、開通したばかりのアムール幹線道路をロシアのウラジーミル・プーチン首相（当時）がラーダ・カリーナで走行した。

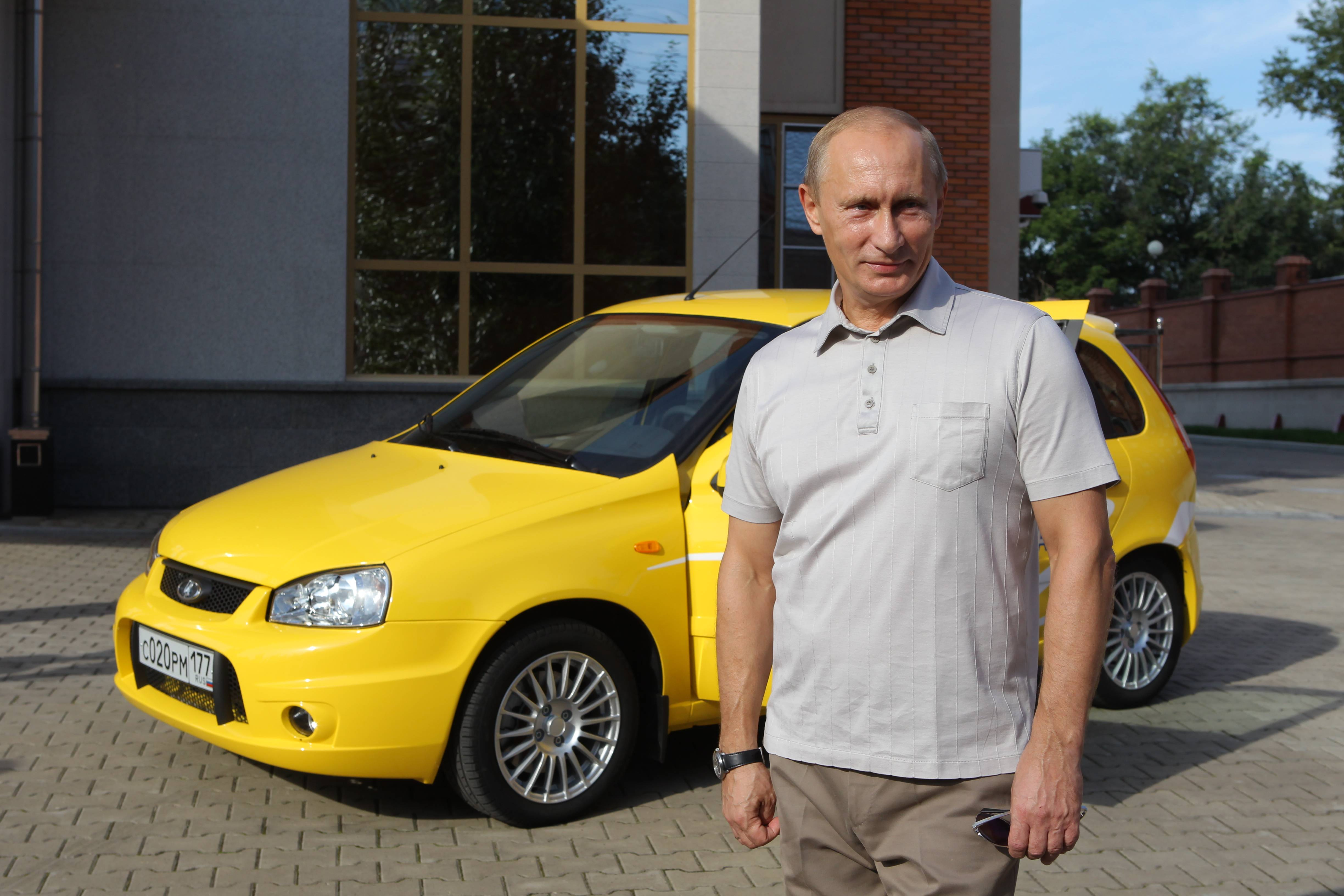
2010年、ラーダ・カリーナの前に立つウラジーミル・プーチン

カリーナ（英: Kalina、露: Кали́на）は、ロシアの自動車メーカー、アフトヴァースにより2004年から2018年にかけて製造、ラーダブランドで販売された小型乗用車（欧州Bセグメント級）である。なおフィンランド市場では、フィンランド語でカリーナが『コンコン』という音を表す擬音語である事から使用を避け、『ラーダ・119』として販売される。

## 開発
1993年にVAZ-2110/2111/2112に続く新型車の開発が開始される。同時期、次世代オフロード車『VAZ-2123』も開発されており、そのデザイン同様にカリーナもデザインされた。
1998年に『カリーナ』と命名される。
1999年に5ドアハッチバック型、2000年に4ドアセダン型、2001年に5ドアステーションワゴン型のプロトタイプが発表される。OPPのプリプロダクションコピーはバイパス技術を使用して制作されており、VAZ-1111とは異なるヘッドランプが採用された。大量製造開始前、外装デザインを見直し、特に「笑うイルカ」の異名を持つフロントグリルに改善が図られ、より渋い雰囲気となる。
2013年5月16日のフルモデルチェンジでは、プリプロダクションモデルに類似したデザインとなる。初めてコンピュータ技術を駆使して設計されたモデルであり、寸法による室内空間に活用された。VAZ-2110/2111/2112とは異なり、曲線基調で全高が高く取られる。

## 概要
ボディタイプは以下の3種類：
- ラーダ・1117 – 5ドアステーションワゴン（2007/2008年から製造開始）
- ラーダ・1118 – 4ドアセダン（2005/2006年に量産開始）
- ラーダ・1119 – 5ドアハッチバック（2006年に量産開始）

また、エンジンは以下の3種類のガソリンエンジンである：
- 1.4 SOHC 16V、直列4気筒、1390 cc、67 kW (91 ps)
- 1.6 SOHC 8V、直列4気筒、1596 cc、60 kW (81 ps)
- 1.6 SOHC 16V、直列4気筒、1596 cc、72 kW (98 ps)

カリーナはほとんどの西欧市場に輸出されており、運転席および助手席エアバッグ、ABS、電動式パワーステアリング、エアコン、そして可倒式リアシートを装備して、およそ7千から8千ユーロの価格で販売されている。OEM車両のmi-DOに4ATが設定されたこともあり、現行型ではATも選べる。一方で、ESC、サイドエアバッグは提供されない。
カリーナにはスポーティー版のカリーナGSスポーツも製造されている。
2007年にはフランクフルトモーターショーにスーパー1600仕様のコンセプトカーである「カリーナスーパー1600」を出展している。
ラーダ・カリーナはロシア版トップ・ギアによって「お手頃価格の車」として使用されている。

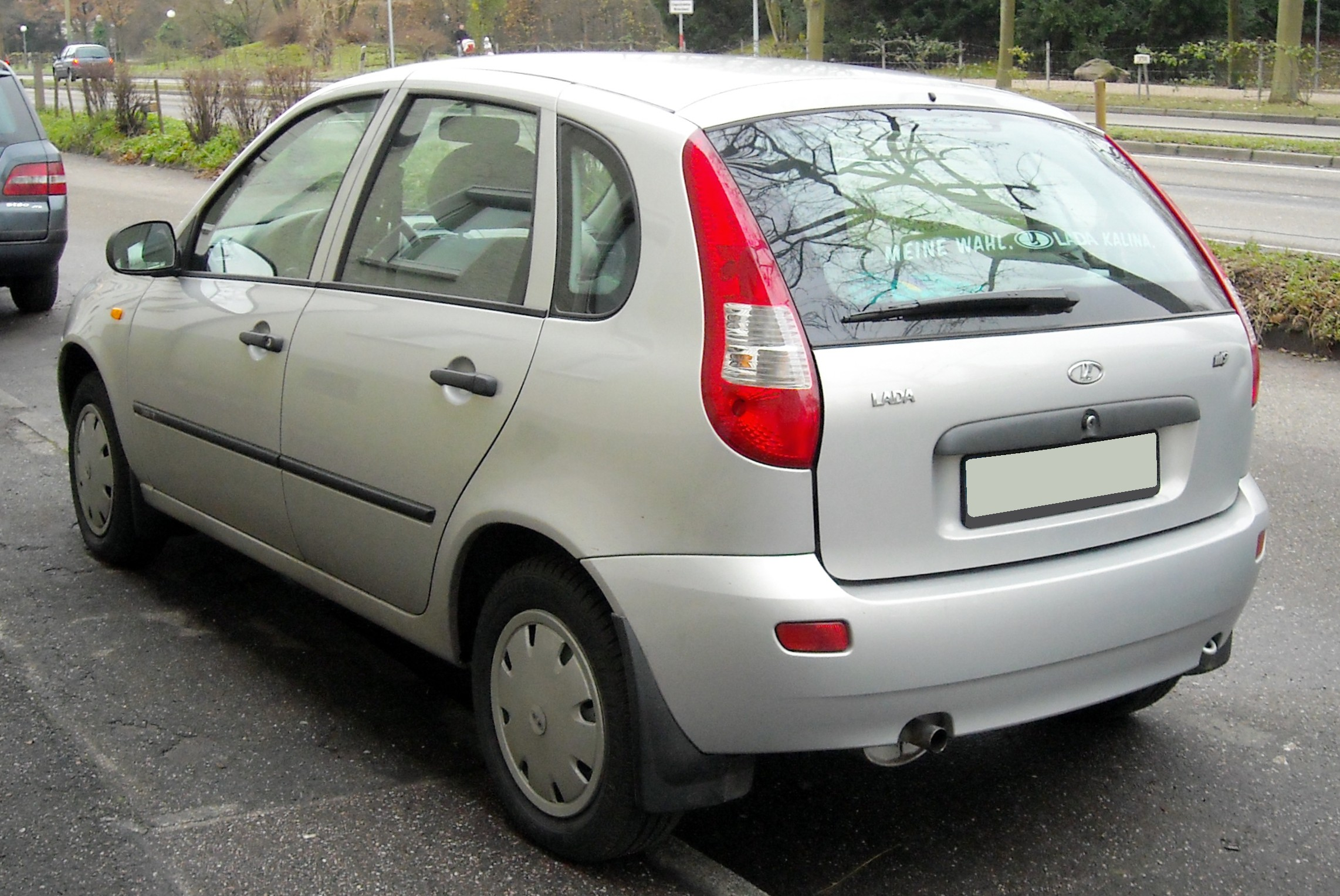
ラーダ・カリーナハッチバック（リア）
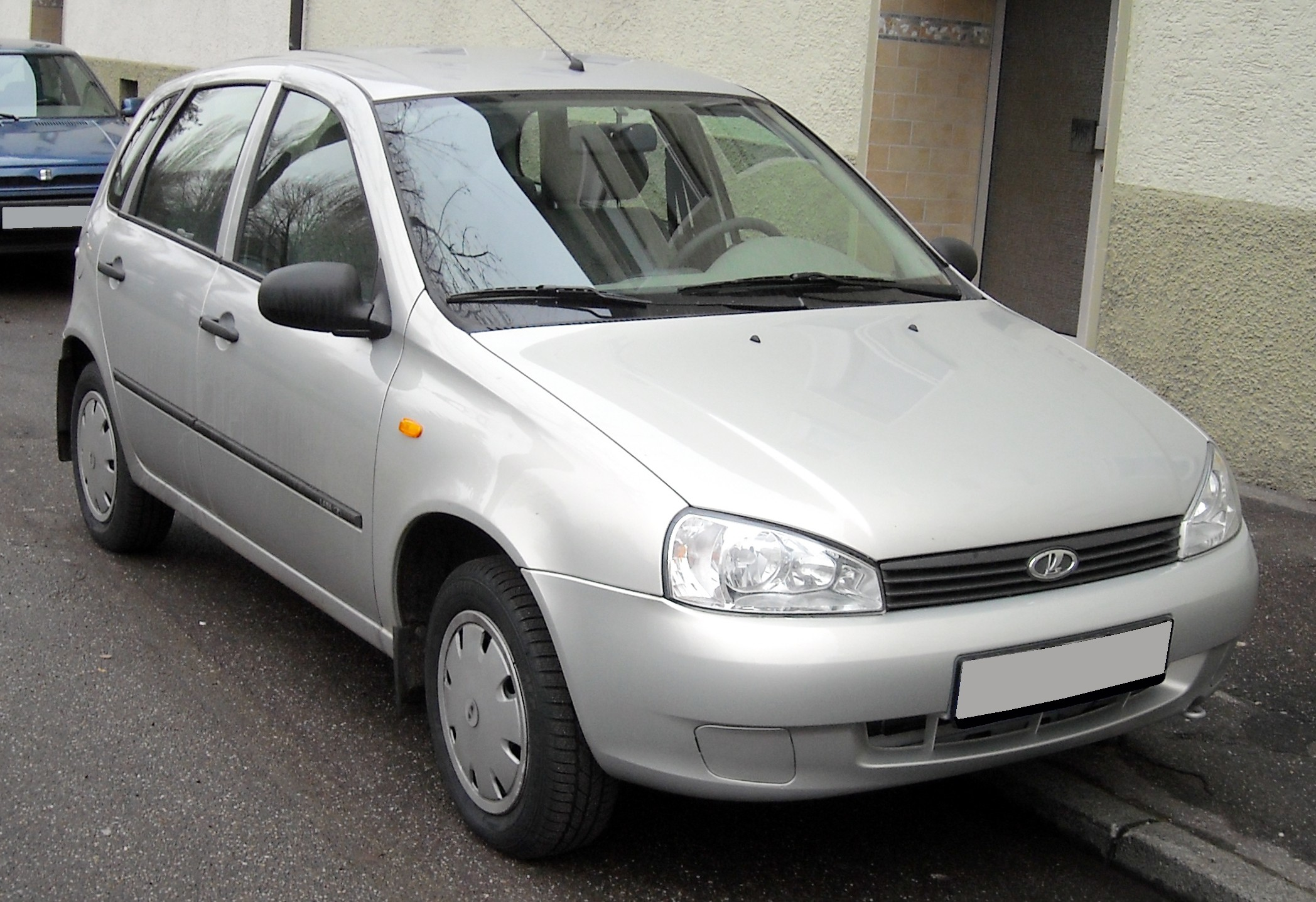
ラーダ・カリーナハッチバック（フロント）
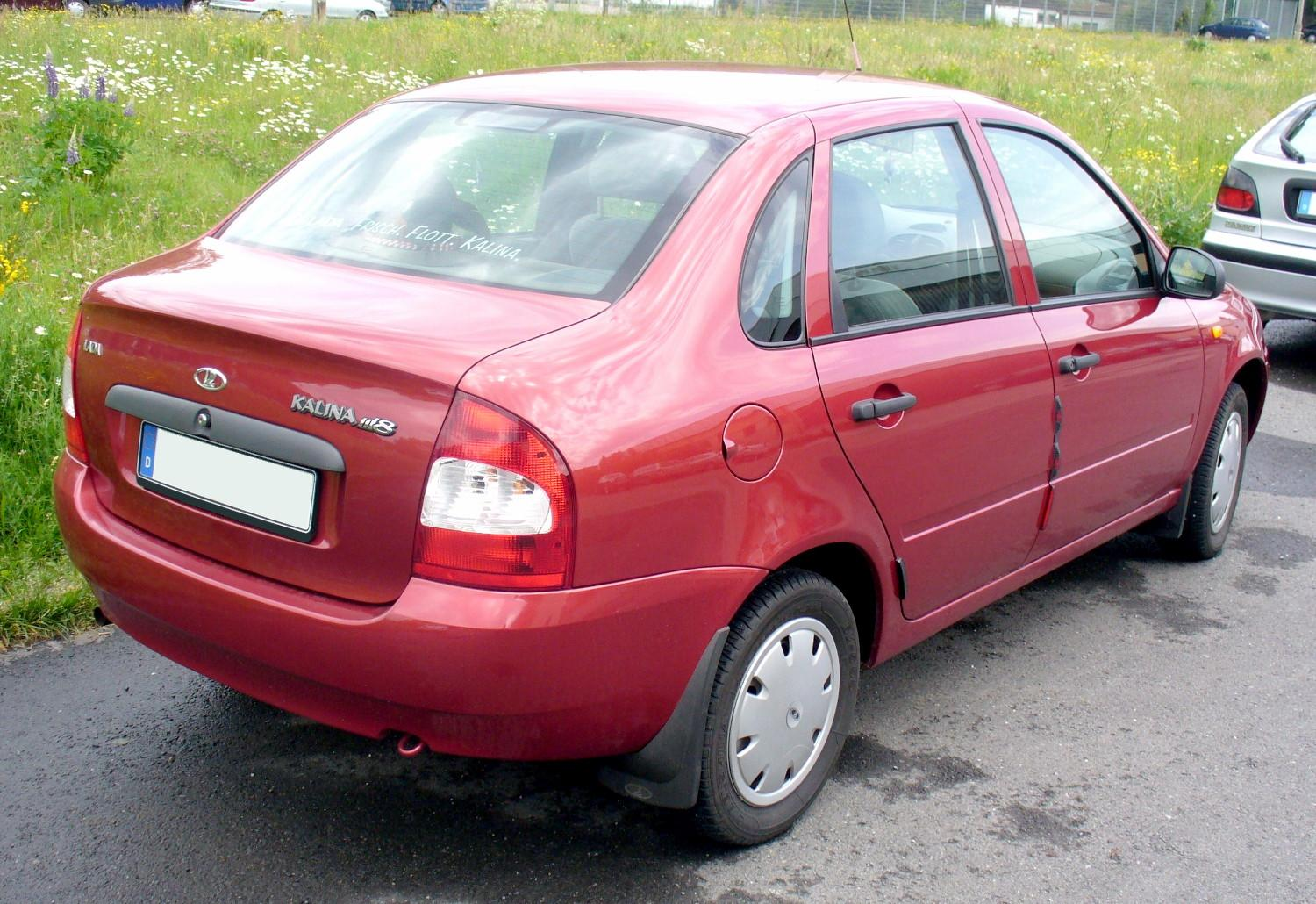
ラーダ・カリーナセダン（リア）
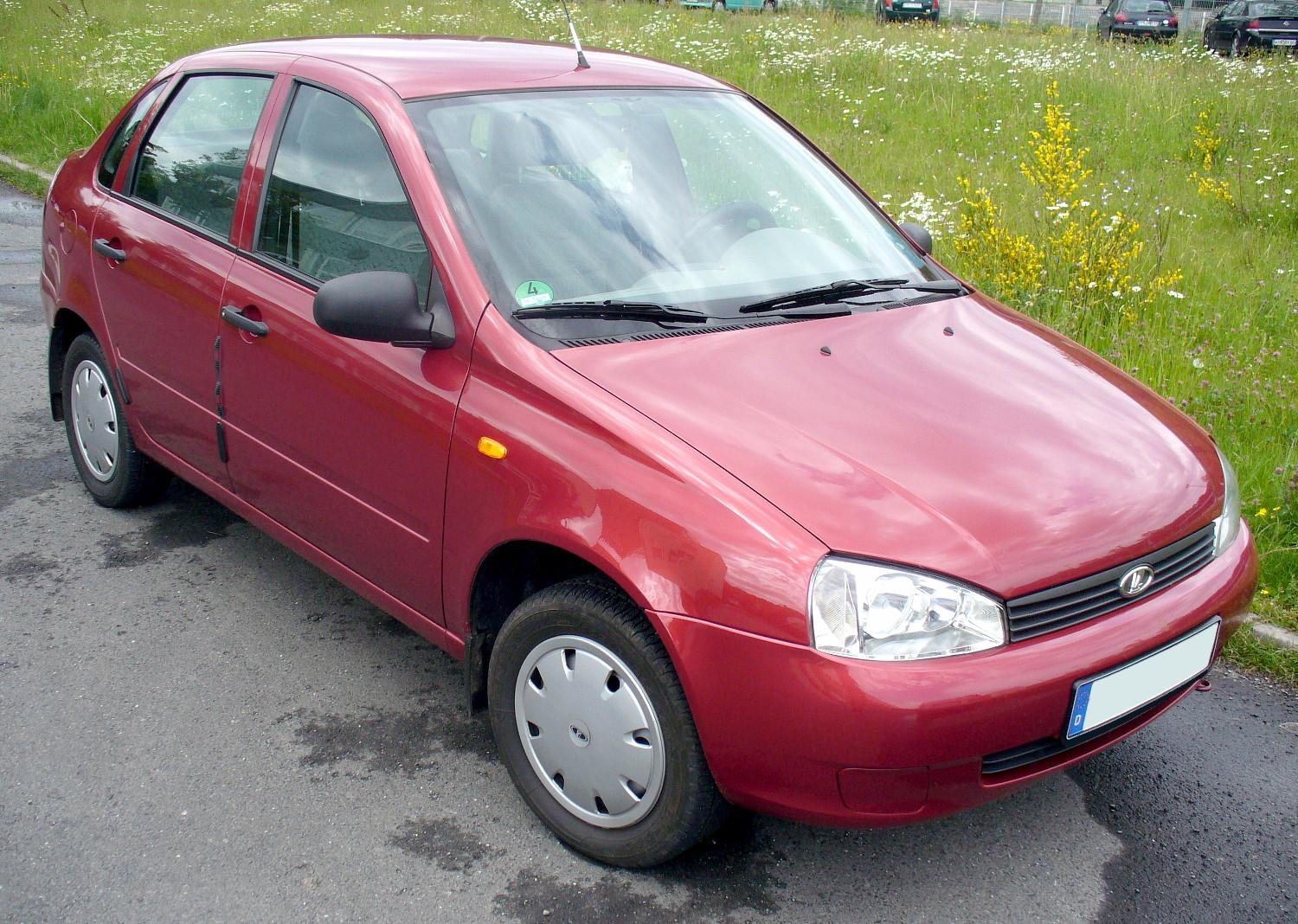
ラーダ・カリーナセダン（フロント）
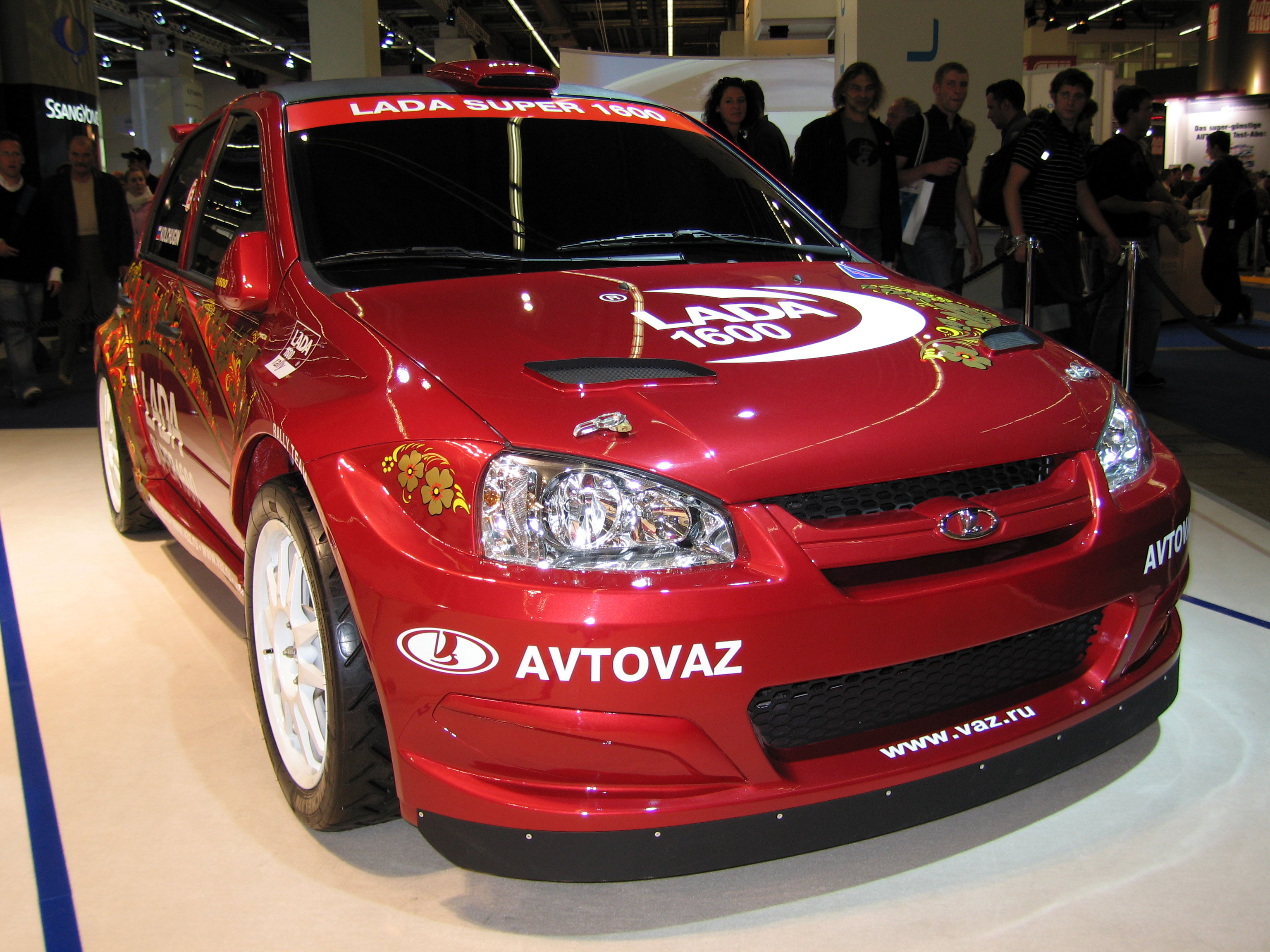
ラーダ・カリーナスーパー1600（フロント）
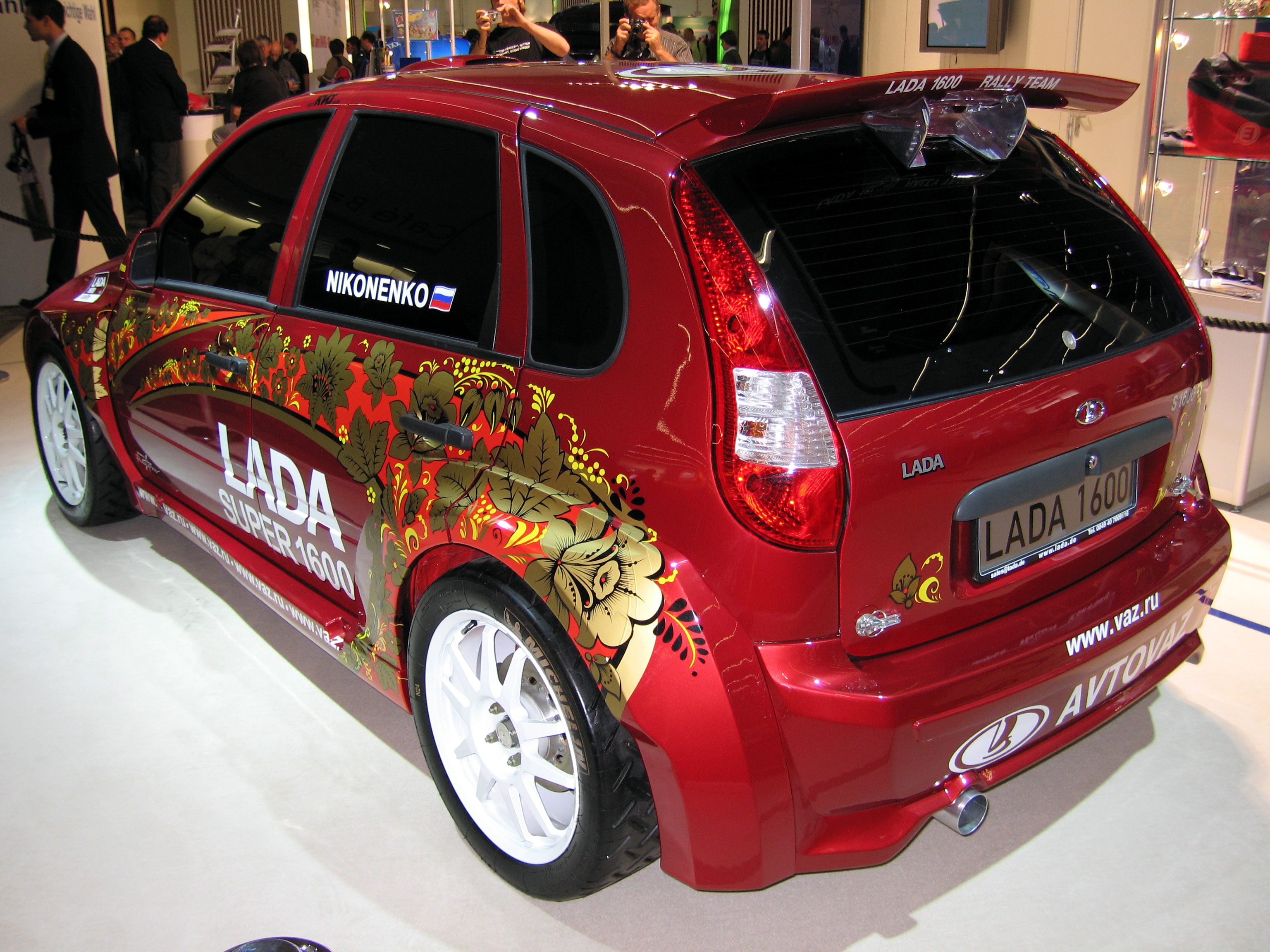
ラーダ・カリーナスーパー1600（リア）

## 車名の由来
落葉低木『ガマズミ』の露語（Калина）に由来する。